# Gruve 4

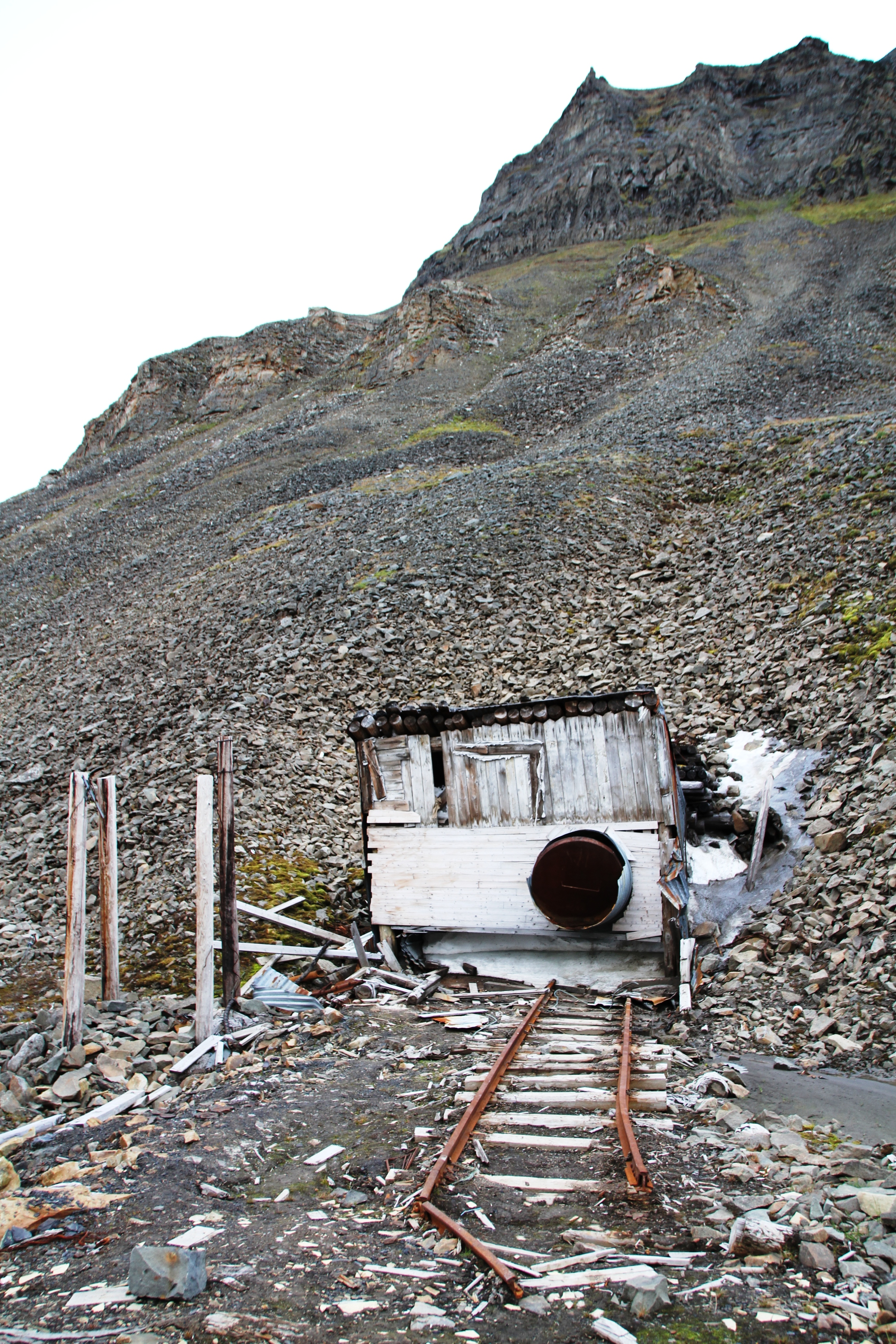
Ruin efter daganläggningen, med rest av gruvbana

Gruve 4 var en kolgruva i Longyearbyen i Svalbard. Gruvan ligger på 160 meters höjd innerst i Longyeardalen under Longyearbreen.  Tillredningen pågick 1954–1960 och driften pågick 1966–1970. 
Under hela produktionsperioden var gruvans lönsamhet svag. Flötsen är 70–80 centimeter tjock. 
Kolet lastades ut på en gruvbana till Gruve 2b:s kabelbana. 